# Плиска
Пли́ска (болг. Плиска, старосл. Пльсковъ) — город в Шуменской области Болгарии, в составе общины Каспичан.
Население составляет 914 человек (2022). Расположена на северо-востоке Болгарии, на равнинной местности посреди холмов, в 13,5 км северо-восточнее города Шумена.
Древнейшая столица Болгарии в VII—IX веках. Заложена основателем болгарского государства ханом Аспарухом. В 893 году столица была перенесена в Преслав, а спустя столетие Плиска была разрушена. Руины древнего города лежат в 3 км от современной Плиски — города.

## Древняя Плиска

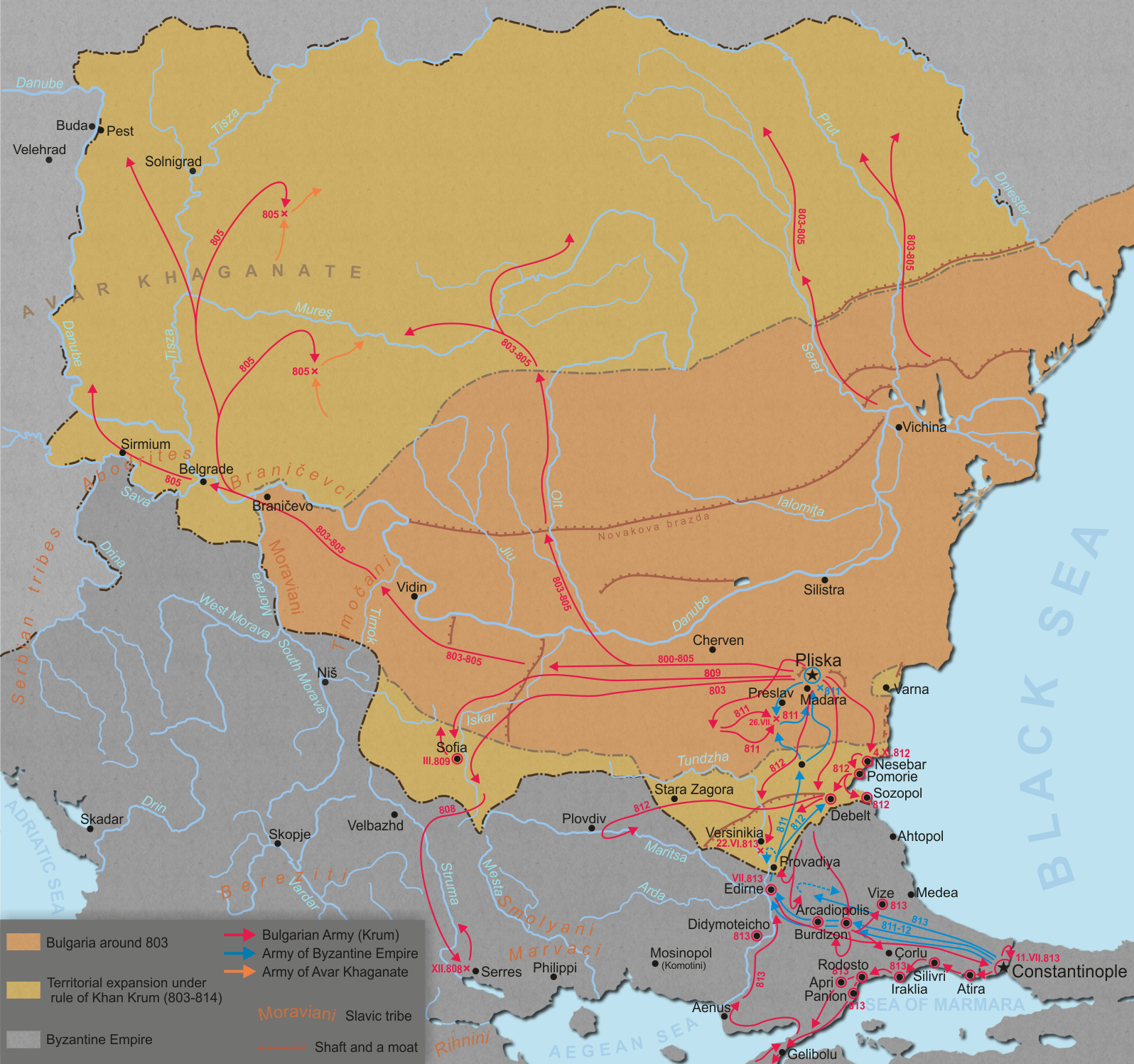
Болгария со столицей в Плиске,
начало IX века

Плиска была столицей Болгарии с 681 по 893 годы. Болгарские хроники повествуют, что основателем города был хан Аспарух. Византийские историки Георгий Кедрин и Анна Комнина называли этот город в своих трудах «Плискуса». Он занимал территорию в 23 км² и был окружён рвом и земляным валом, центр был обнесён оборонительной стеной. В городе находились дворцы и каменная базилика. Сохранились остатки глиняного водопровода.
В 811 году Плиска была разграблена византийской армией, но скоро захватчиков оттеснил хан Крум в ходе состоявшейся битвы.
Хан Омуртаг поощрял ремесленников. В 886 году Борис I основал Плискую книжную школу, которую возглавил Наум Охридский. Эта школа являлась самым важным литературным и культурным центром Первого Болгарского царства и всех славянских народов в IX—X веках. Симеон I перенёс столицу из Плиски в Преслав, укреплённый город недалеко от бывшей столицы.
На протяжении X века значение Плиски падало, тогда как в Преславе концентрировалась власть и ресурсы. Во время атак Киевской Руси и Византийской империи между 969 и 979 годами город был разрушен, но заново восстановлен не был.

### Руины

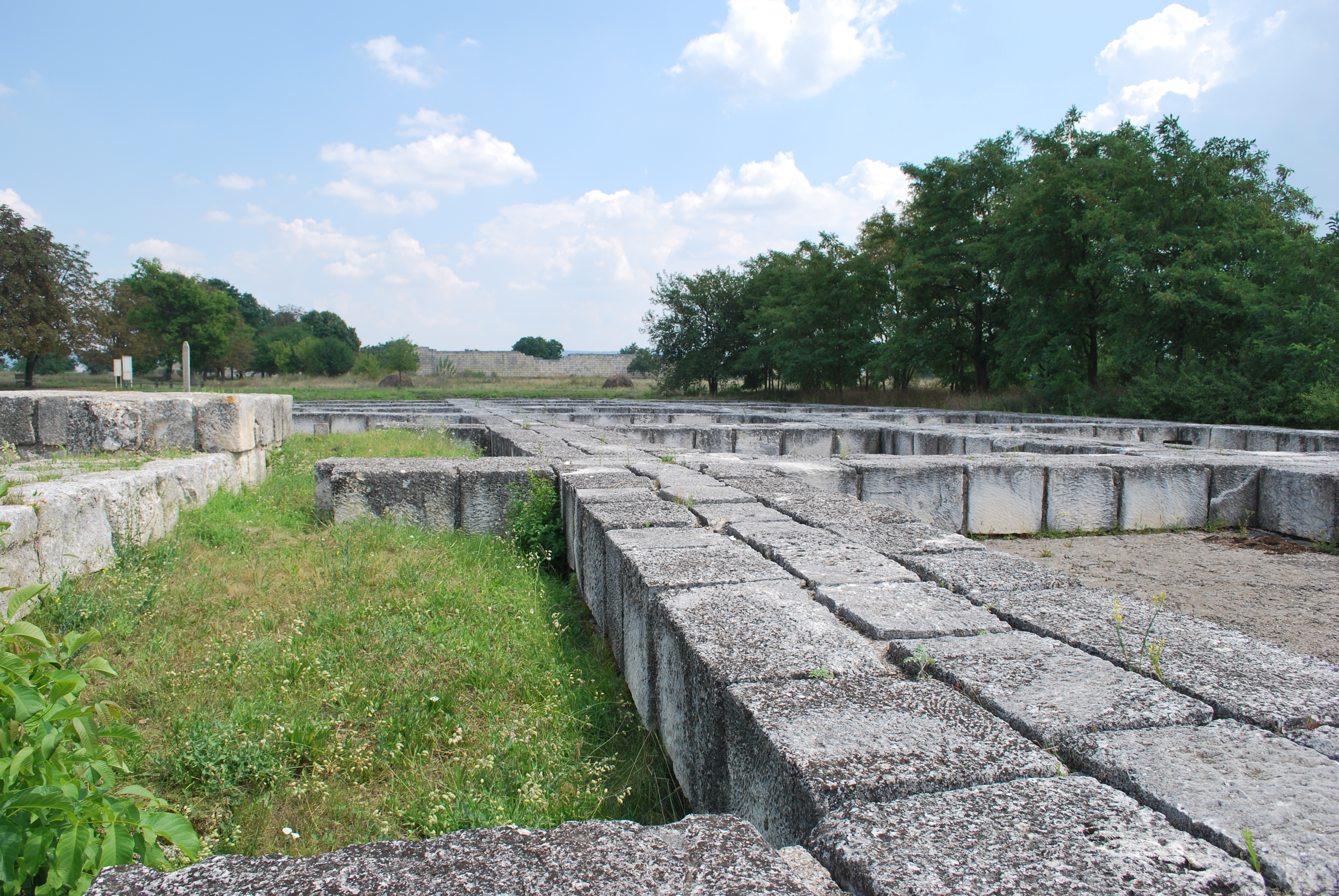
Руины древней Плиски

Вплоть до конца XIX века развалины Плиски использовались в качестве каменоломни: из плискинских камней была в частности построена мечеть Томбул в городе Шумене в 1740 году.
Впервые они были описаны датским исследователем Карстеном Нибуром в 1767 году. В 1884 году чешский историк Константин Иречек связал руины с древней крепостью Плисков, упоминаемой византийскими летописцами Анной Комниной и Львом Диаконом. Выводы Иречека привели к первым раскопкам, проведённым директором Русского археологического института в Константинополе Фёдором Успенским в 1897—1898 годах.
На месте руин действует национальный историко-археологический заповедник «Плиска», в километре от него сохранились остатки Большой базилики Плиски. На территории заповедника — могила археолога Плиски Карела Шкорпила.

## Современная Плиска
Во времена османов городок назывался Абобой. В 1925 году он был переименован в Плисков, а в 1947 году он получил современное название — Плиска.
В городе работают начальная школа, детский сад и библиотека. Православная церковь Святого царя Бориса была построена в 1925 году. Был поставлен памятник крестителю Болгарии Борису I.

## Галерея

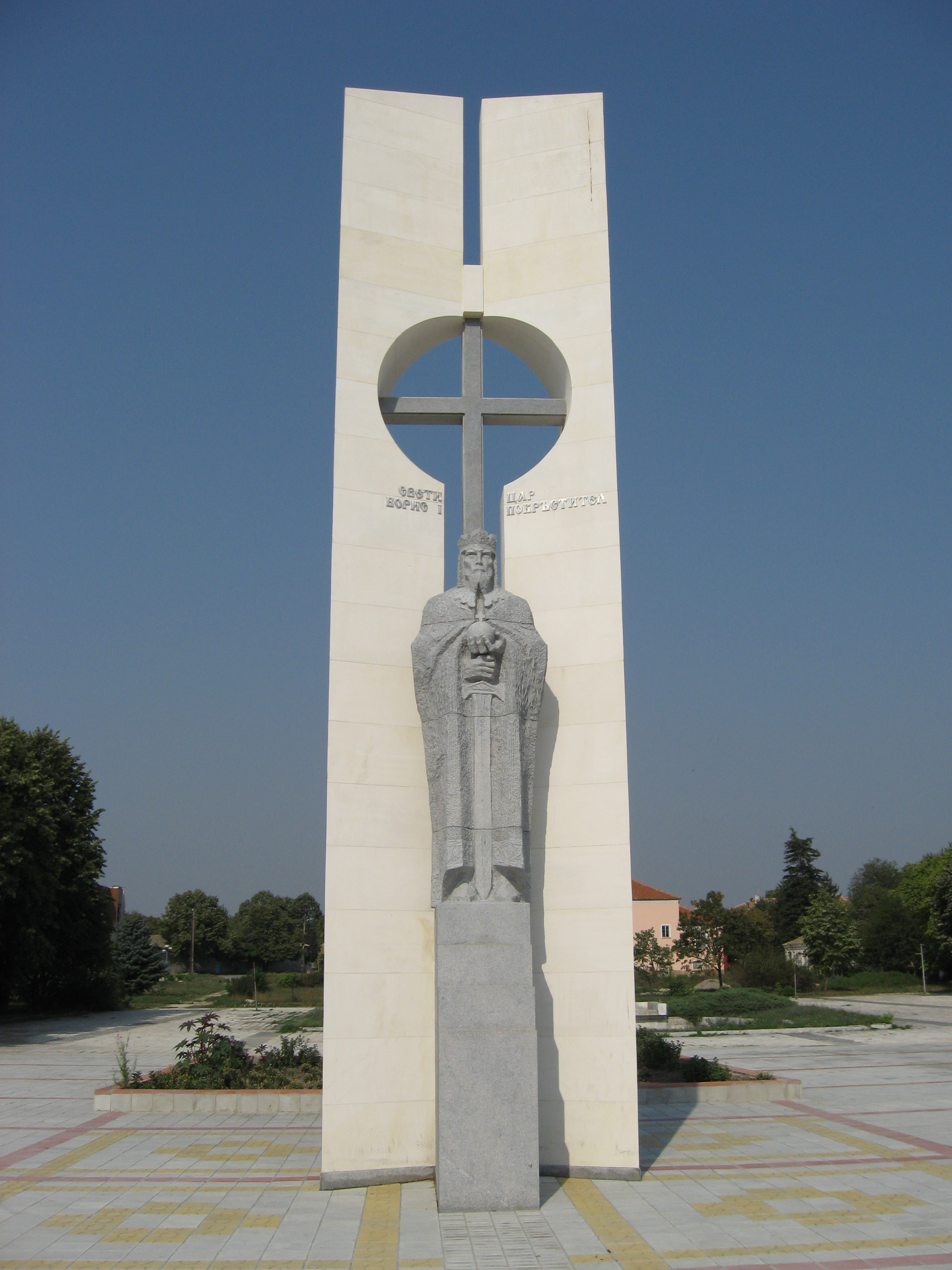
Памятник Борису I
Памятник Борису I
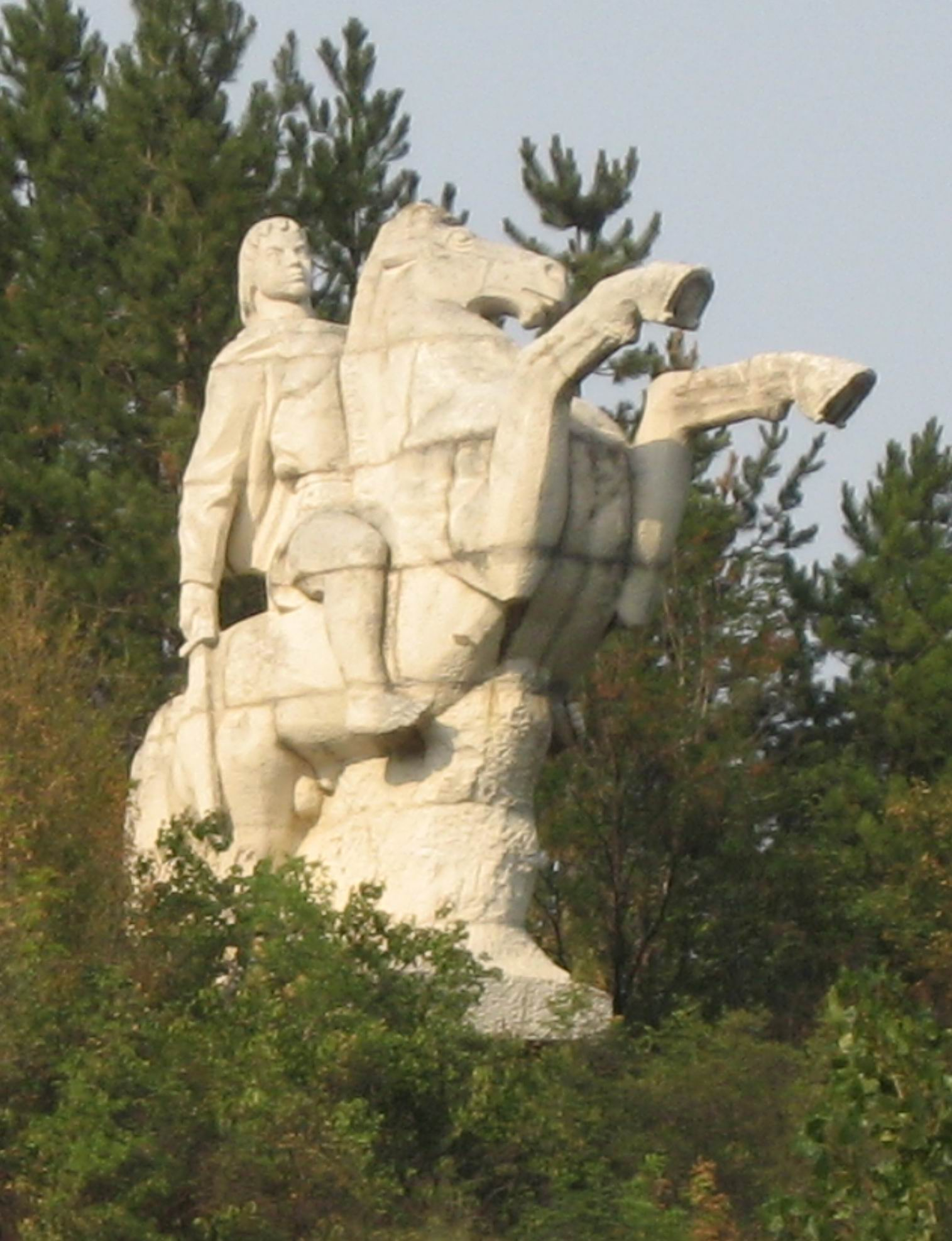
Памятник хану Круму
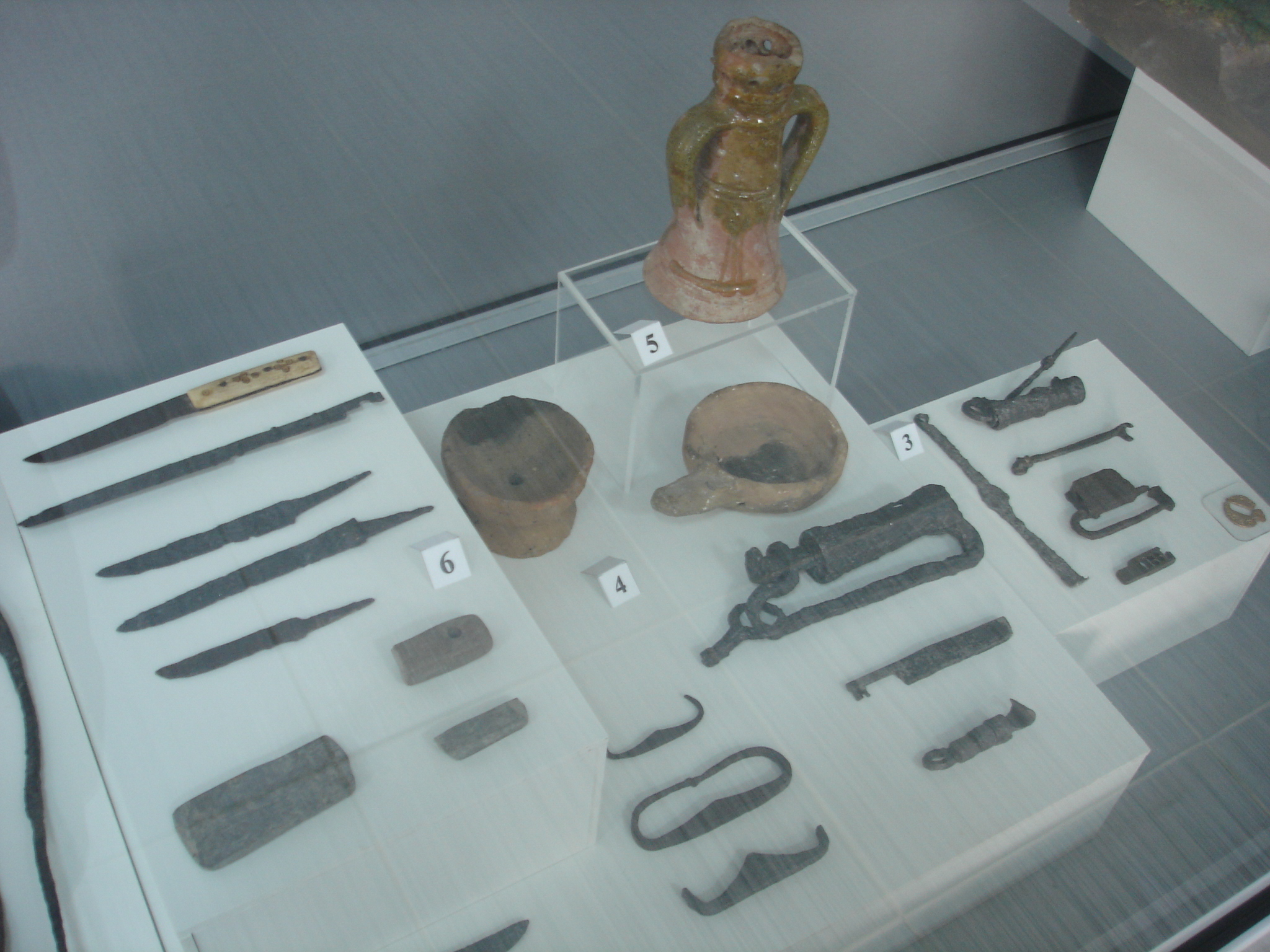
Музей Плиски, экспозиция 9
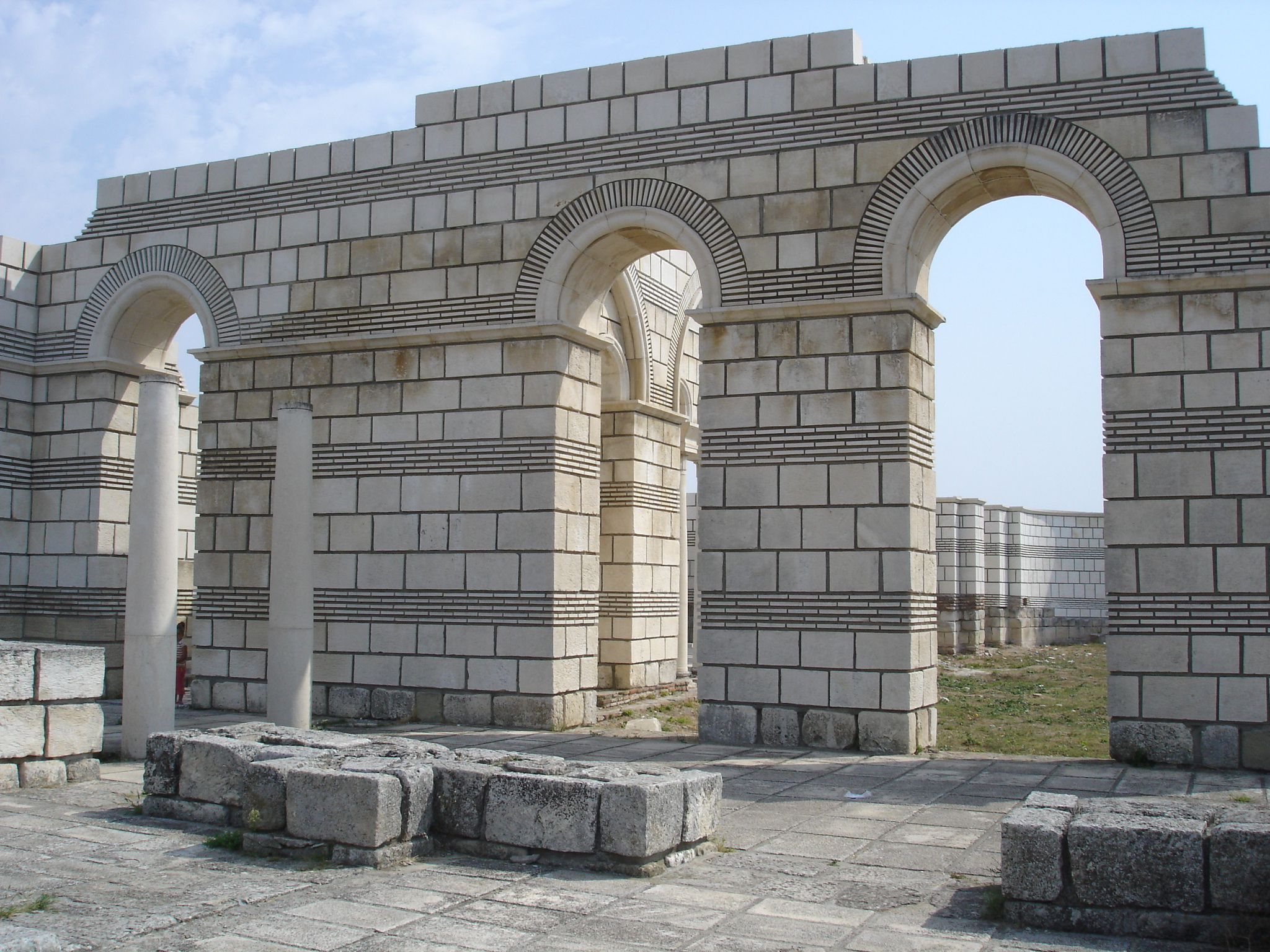
Большая базилика
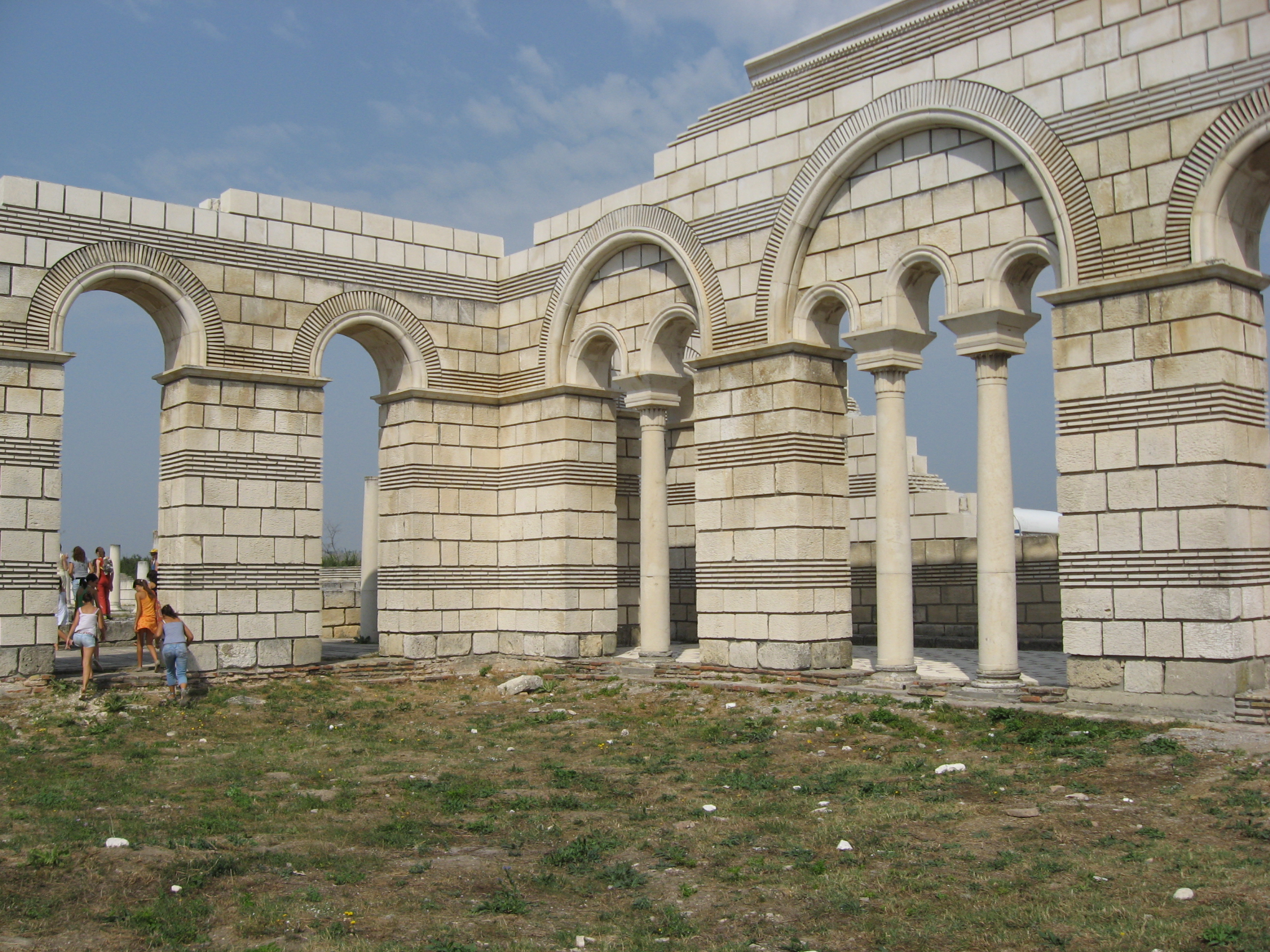
Большая базилика
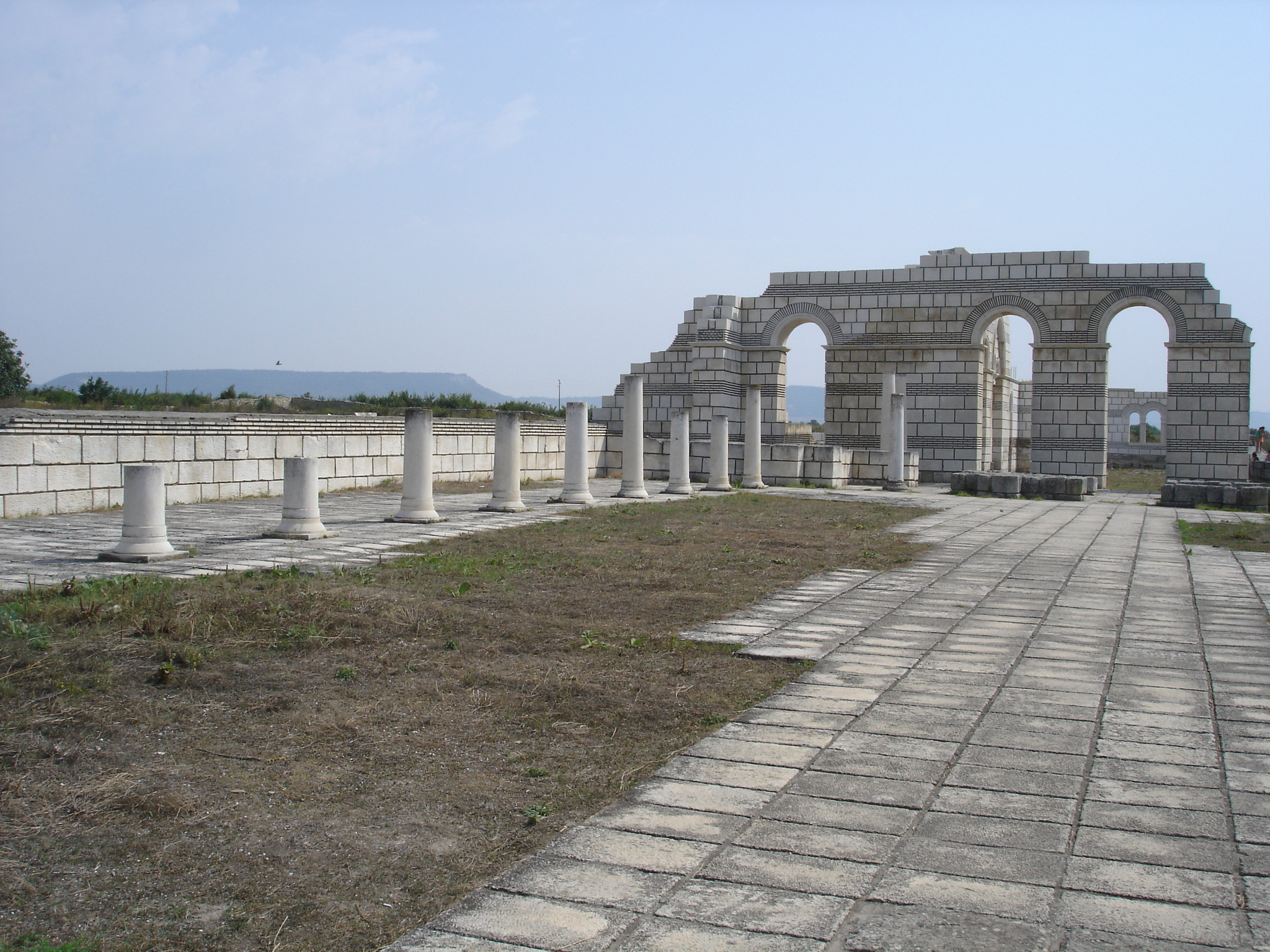
Большая базилика
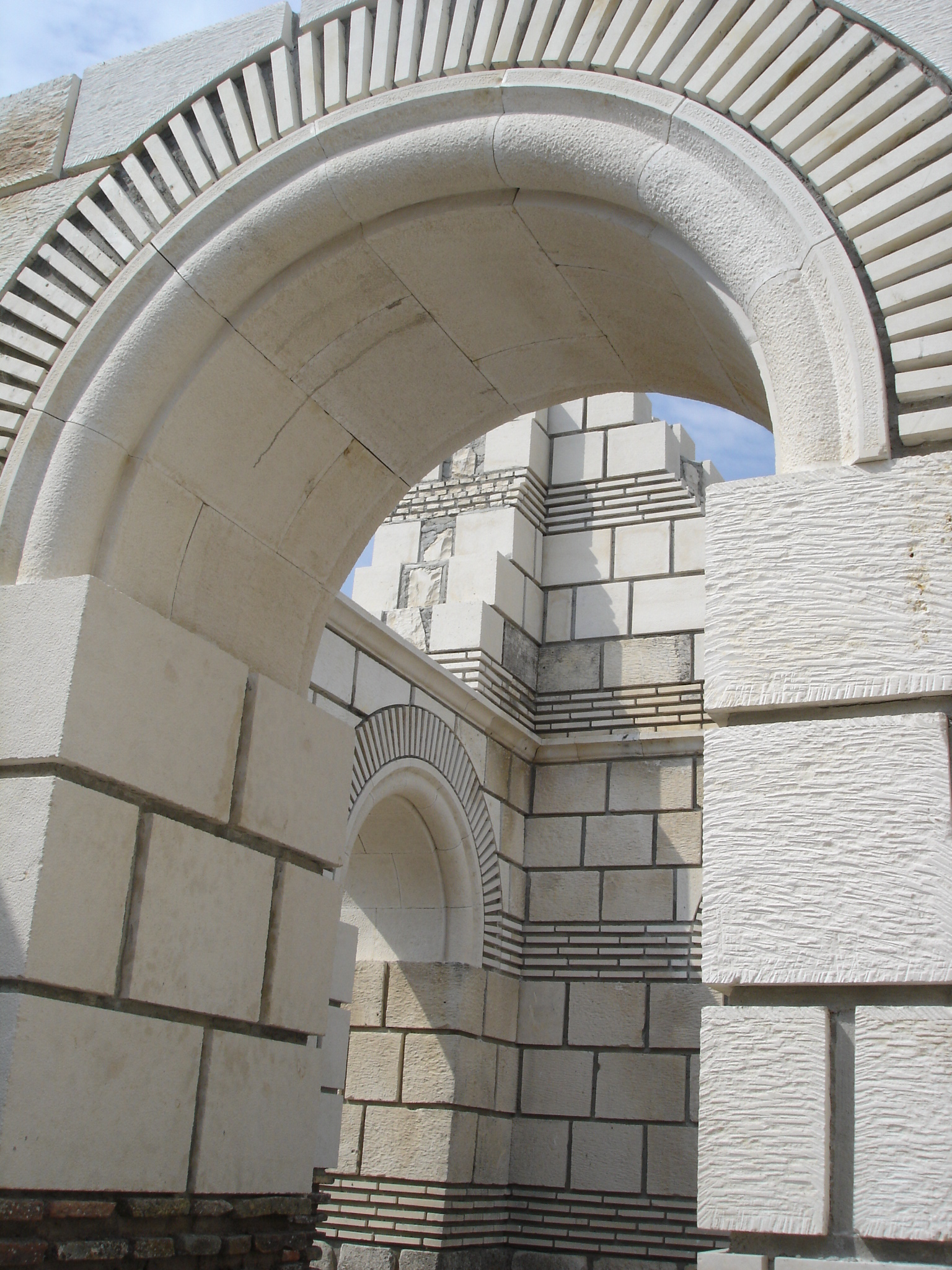
Большая базилика
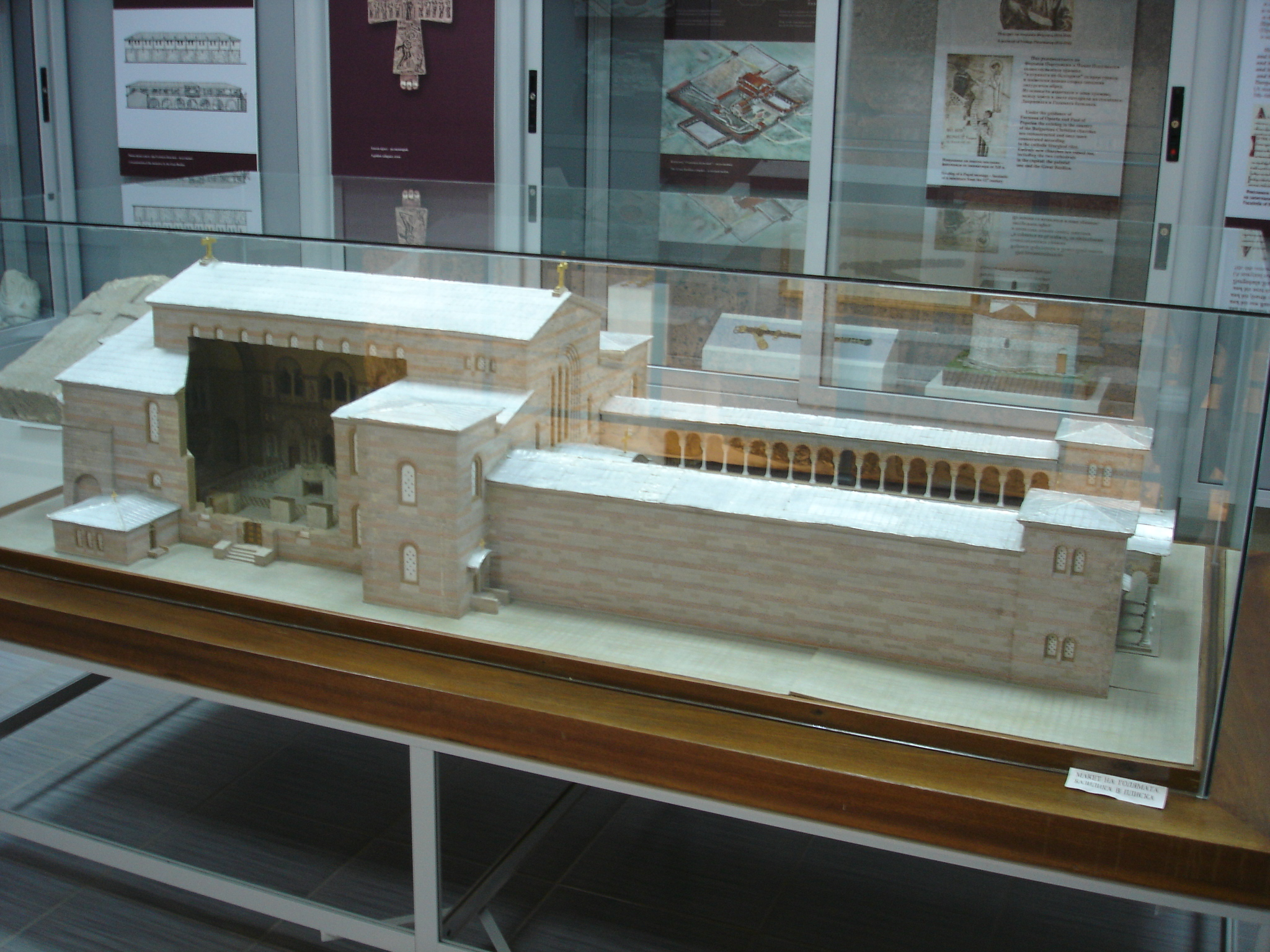
Реконструкция Большой базилики
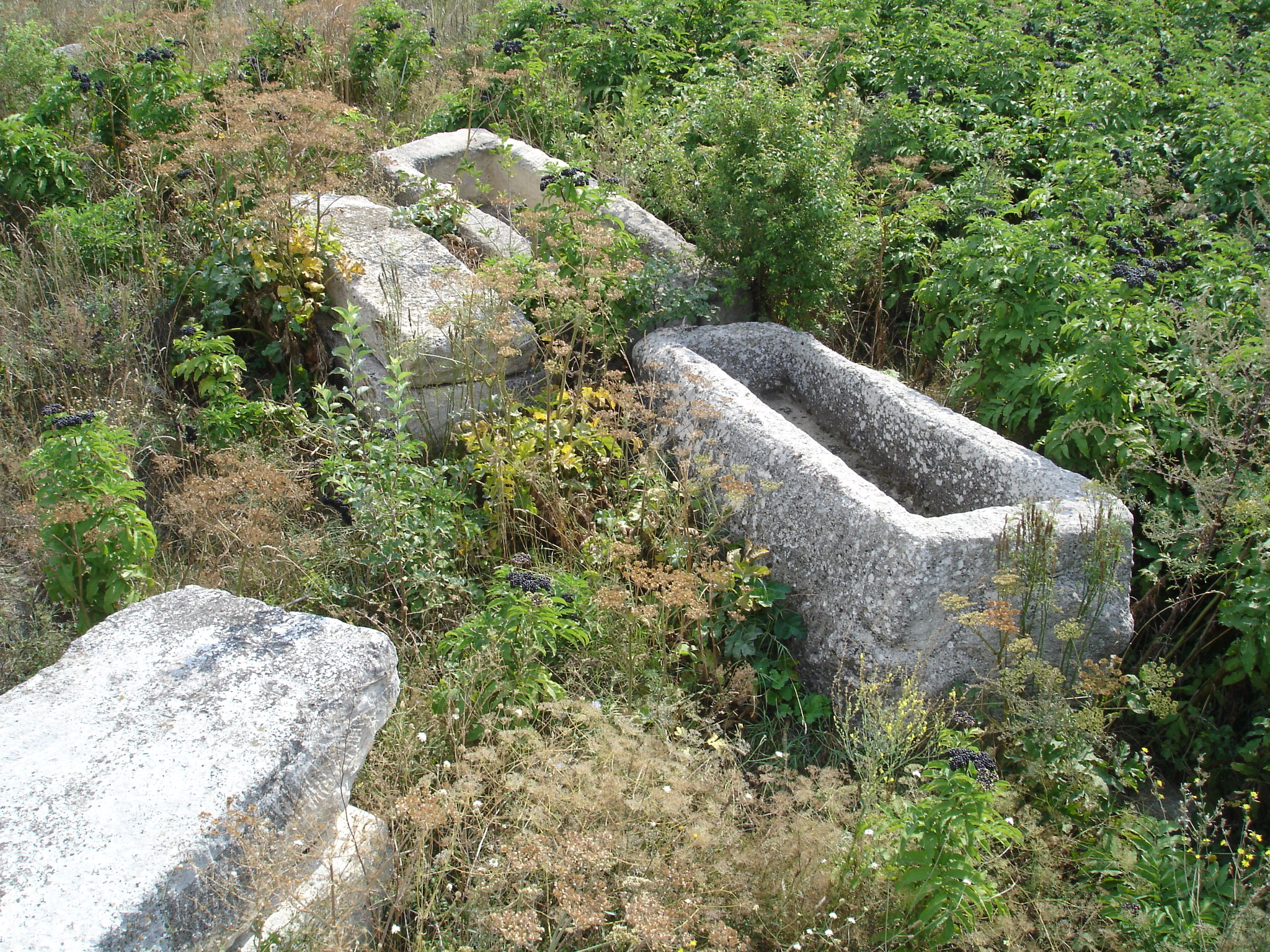
Большая базилика
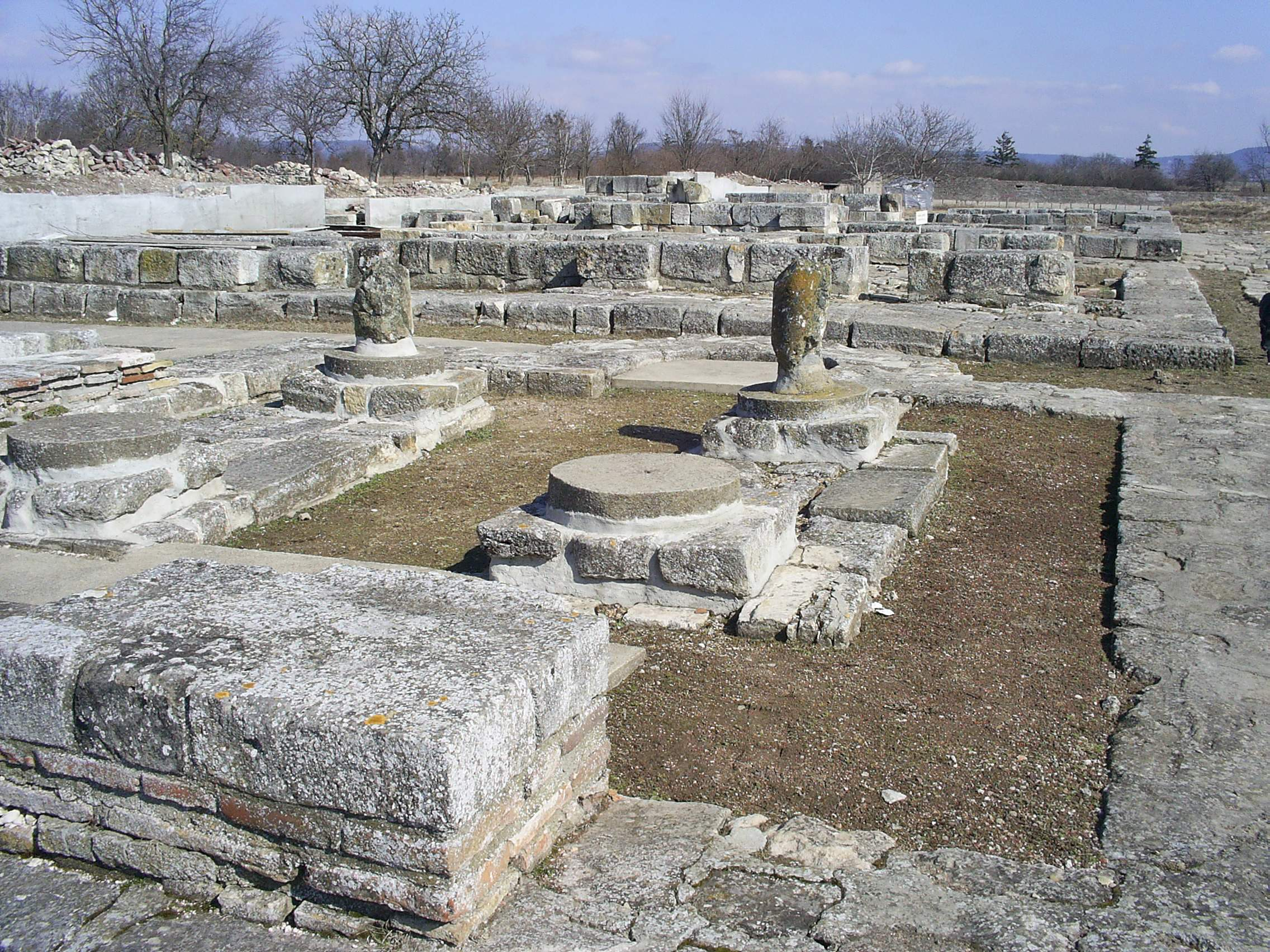
Руины Плиски
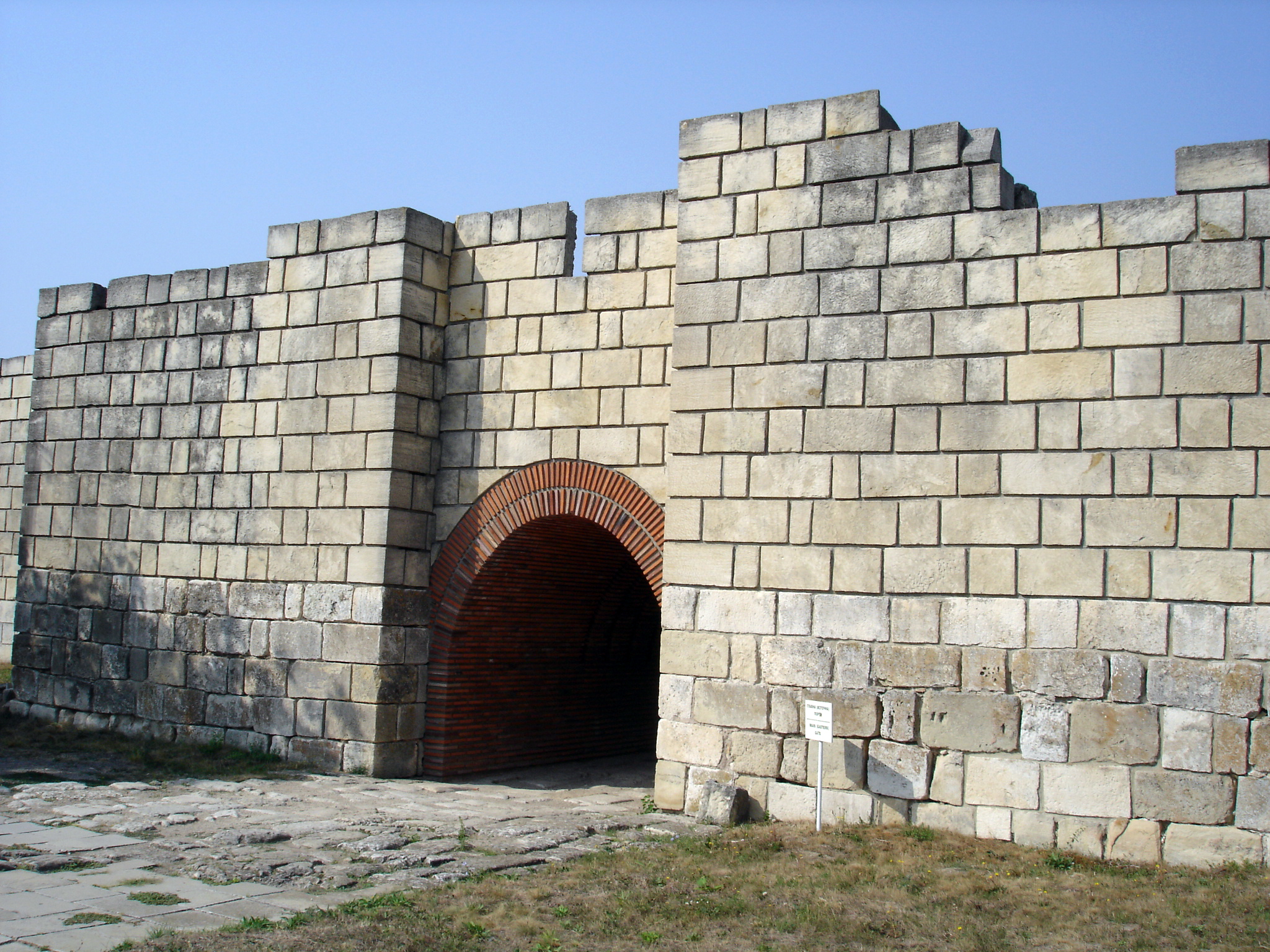
Ворота
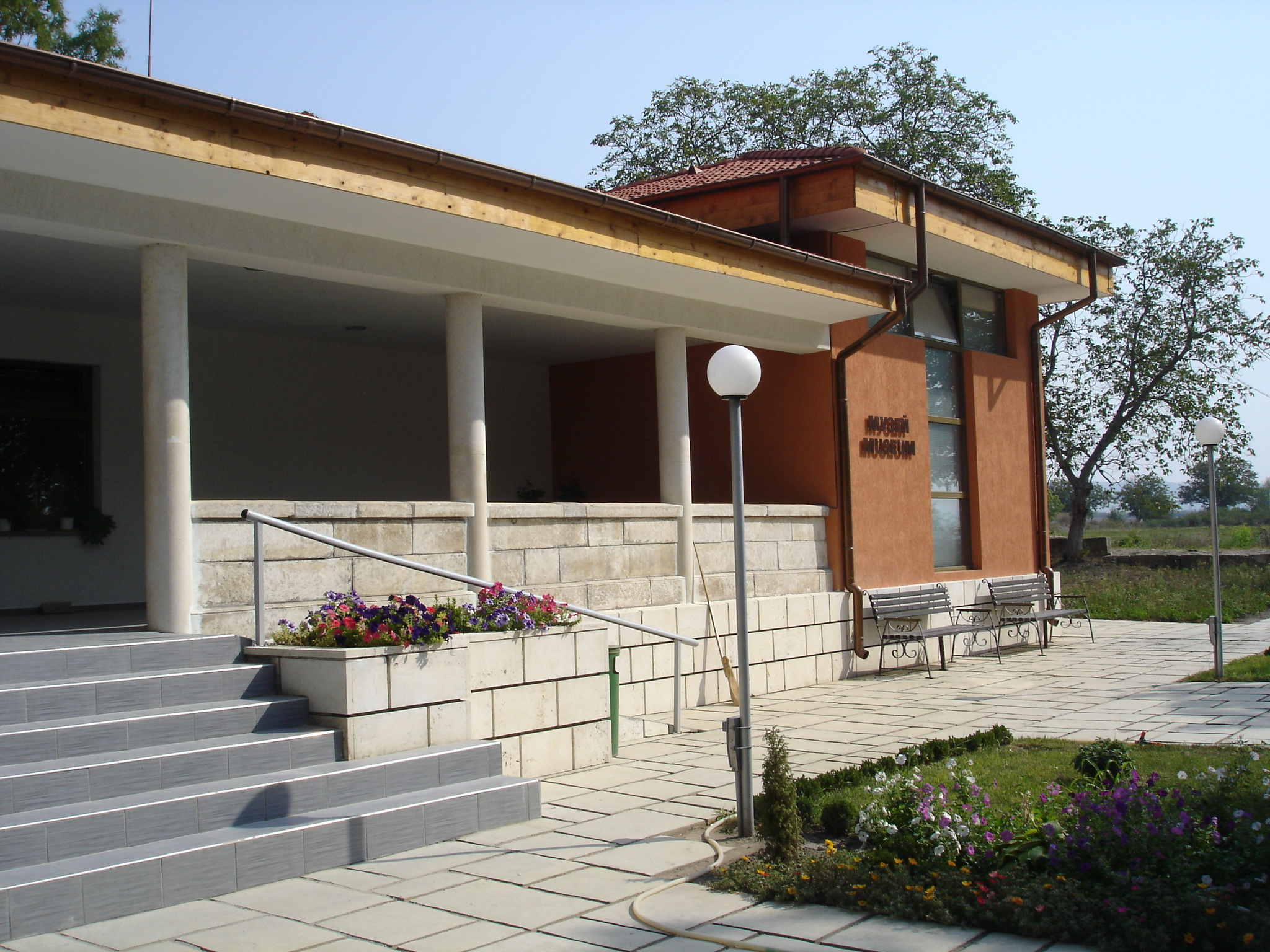
Музей Плиски
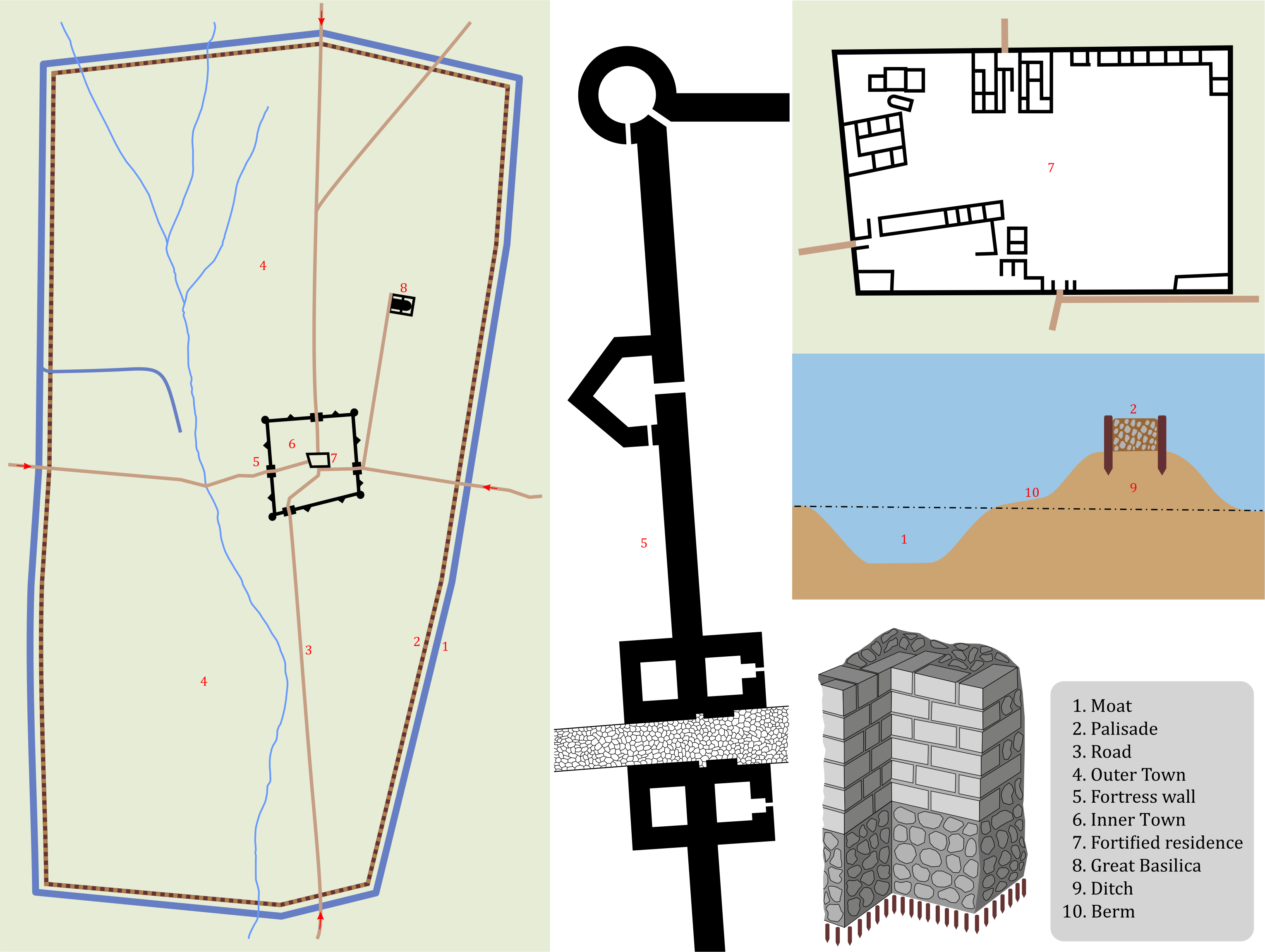
План крепости
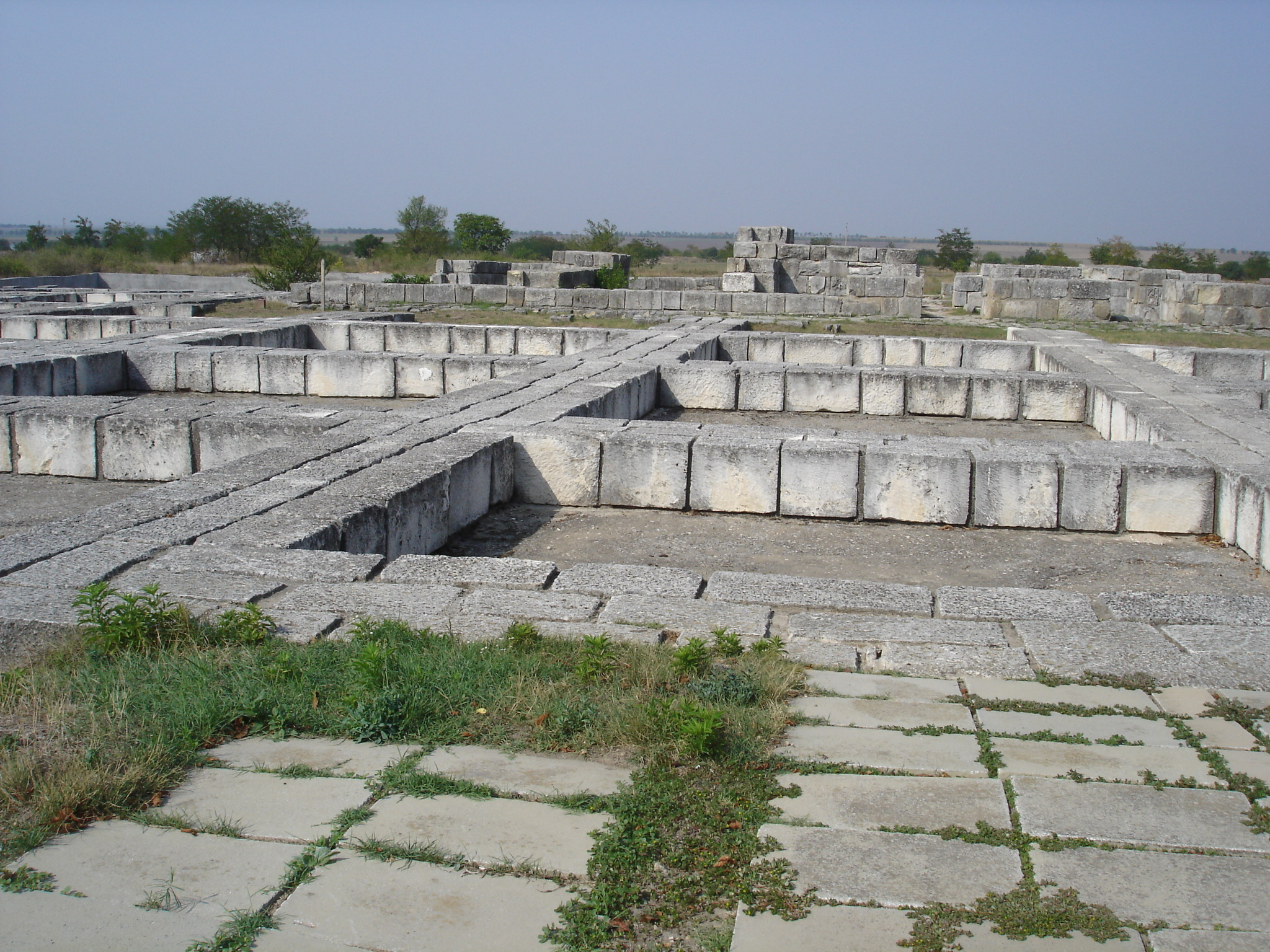
Руины дворца в Плиске
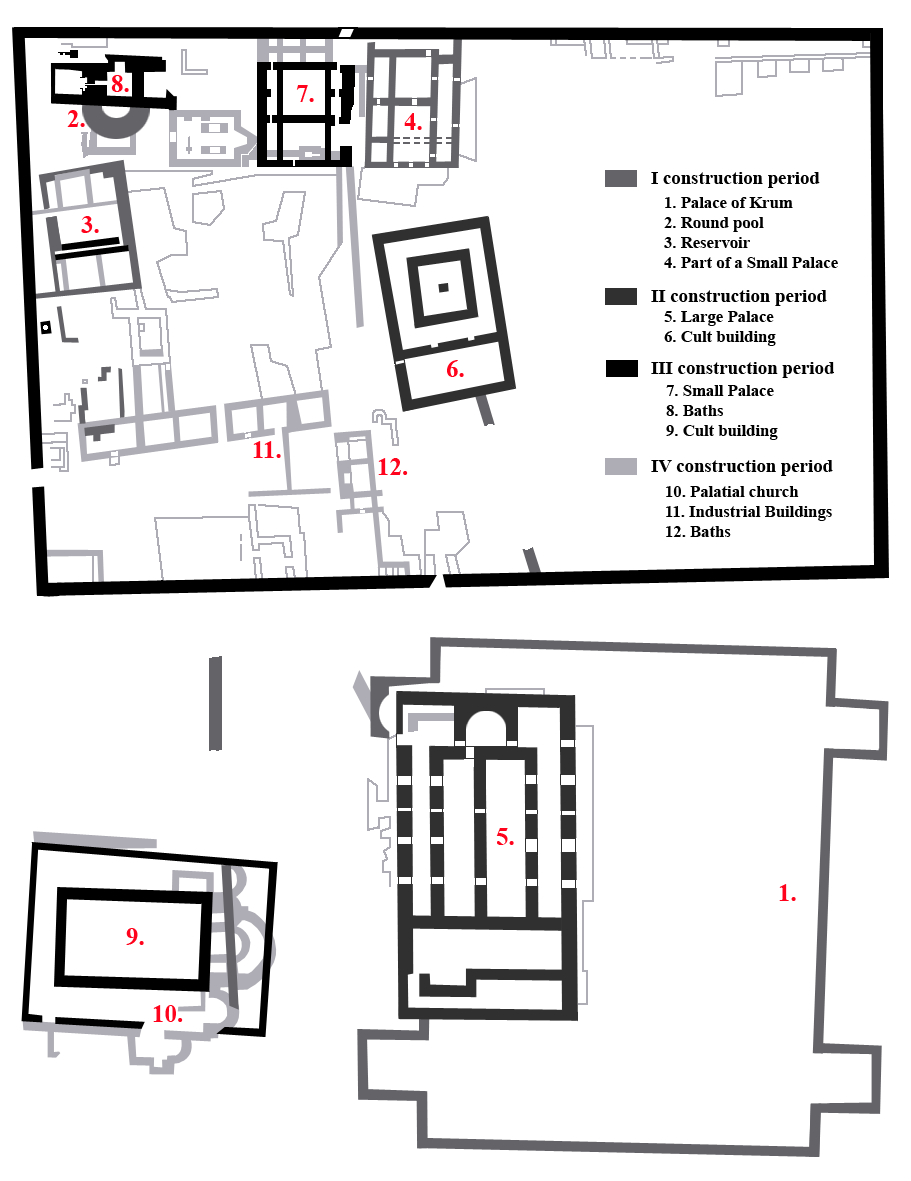
План дворца